# 98
98. је била проста година.

## Догађаји

### Јануар
- 1. јануар — Римског цара Нерву за време приватне аудијенције погађа мождани удар.
- 27. јануар — Нерва умире од грознице у својој вили у Вртовима Салустије. Исти дан га наслеђује његов усвојени син Трајан, популарни војсковођа и политичар родом из Италике крај данашње Севиље, тиме поставши први римски цар рођен ван Италије.

## Смрти
- 27. јануар — Нерва, римски цар (р. 30)